# Розенберг, Валентина Максимовна
Валентина Максимовна Розенбе́рг (1915—1977) — артистка балета, солистка Ленинградского академического Малого оперного театра. Лауреат Сталинской премии второй степени (1948).

## Биография
Валентина Розенберг родилась 4 [17] октября 1915 года в Петрограде. Училась в Ленинградском хореографическом техникуме у педагогов Екатерины Генденрейх, Марины Семёновой и Марии Романовой. После выпуска в 1931 году была принята в труппу Ленинградского академического Малого оперного театра, где танцевала до 1959 года. Исполняла как главные партии в балетных спектаклях, так и танцы в операх.
Скончалась 27 апреля 1977 года в Ленинграде. Похоронена на Серафимовском кладбище Санкт-Петербурга.

## Балетные партии
- 1933 — «Арлекинада» — Коломбина (балетмейстер Ф. В. Лопухов)
- 1946 — «Мнимый жених» М. И. Чулаки — Смеральдина (балетмейстер Б. А. Фенстер)
- 1949 — «Юность» М. И. Чулаки — Ольга (балетмейстер Б. А. Фенстер)
- 1940 — «Сказка о попе и о работнике его Балде» М. И. Чулаки — Поповна, Чертовка (балетмейстер В. А. Варковицкий)
- 1949 — «Коппелия» Л. Делиба — Сванильда (балетмейстер Н. А. Анисимова)
- «Фадетта» Л. Делиба — Фадетта
- «Тщетная предосторожность» Л. Герольда — Лиза
- 1951 — «Весёлый обманщик» К. А. Корчмарёва — Эне (балетмейстеры Б. А. Фенстер и К. Джапаров)
- 1957 — «Ивушка» О. А. Евлахова — Орина (балетмейстер Н. А. Анисимова)
- 1951 — «Барышня-крестьянка» Б. В. Асафьева — Служанка (балетмейстер Б. А. Фенстер)
- 1953 — «Семь красавиц» К. А. Караева — Китайская красавица (балетмейстер П. А. Гусев)
- «Светлый ручей» Д. Д. Шостаковича — Классическая танцовщица
- 1948 — «Доктор Айболит» И. В. Морозова — Лиса (постановка Б. А. Фенстер и Г. И. Исаева)
- «Кавказский пленник» Б. В. Асафьева — Черкешенка (балетмейстер Л. М. Лавровский)
- «Ашик-Кериб» Б. В. Асафьева — Магуль-Мегери
- «Корсар» А. Адана — Гюльнара
- «Итальянское каприччио» П. И. Чайковского — Магдалена

## Награды и премии
- Орден «Знак Почёта» (1940)[1]
- Сталинская премия второй степени (1948) — за исполнение партии Смеральдины в балетном спектакле «Мнимый жених» М. И. Чулаки[2]